# Ethan Dumortier
Ethan Dumortier (Francia, 29 de diciembre de 2000) es un jugador profesional francés de rugby que se desempeña en la posición de wing izquierdo en Lyon Olympique, equipo perteneciente a la liga Top 14.

## Carrera
Dumortier es un jugador de formación francesa (JIFF). Comenzó su carrera deportiva con el equipo Saint-Savin, en el cual jugó cinco temporadas (2009-2014), después pasó a Club Sportif Bourgoin-Jallieu (2014-2017), luego a Lyon Olympique, donde lleva jugando siete temporadas.